# رایانه‌های مبنای سه
رایانه‌های مبنای سه یا رایانه‌های سه‌سه‌ای (به انگلیسی: Ternary Computers) رایانه‌هایی هستند که از منطق سه‌سه‌ای (سه ارزش برای یک گزاره) بجای دودویی (دو ارزش برای یک گزاره) در محاسبات خود استفاده می‌کنند.

## تاریخچه
اولین ماشین محاسبه‌ای که با منطق سه‌سه‌ای کار می‌کرد، یک ماشین محاسبه ساخته شده از چوب بود که در سال ۱۸۴۰ توسط توماس فاولر مخترع انگلیسی اختراع شد. نخستین رایانه مدرن الکترونیکی بر مبنای منطق سه‌سه‌ای رایانه‌ای به نام سِتون بود که اواخر دهه ۱۹۵۰ با راهبری پروفسور نیکلای بروسنتسوف در دانشگاه مسکو در اتحاد جماهیر شوروی ساخته شد. ستون مزایای قابل توجهی نسبت به رایانه‌های مبتنی بر منطق دودویی داشت، که از جمله آنها می‌توان به مصرف برق و هزینه تولید کمتر اشاره کرد. در سال ۱۹۷۰، بروسنتسوف نمونه پیشرفته‌تری از ستون را ساخت که _ستون ۷۰ _نام گرفت
مشارکت‌کنندگان ویکی‌پدیا. «Ternary Computer». در دانشنامهٔ ویکی‌پدیای انگلیسی، بازبینی‌شده در ۴ اسفند ۱۳۸۹.</ref>

## مبنای سه متوازن
محاسبه مبنای سه معمولاً بر حسب مبنای سه متوازن انجام می‌شود، که از سه رقم ۱-، ۰ و ۱+ استفاده می‌کند. مقدار منفی هر رقم مبنای سه متوازن می‌تواند با جایگزینی هر + با یک - و بالعکس بدست آید. تفریق یک عدد با معکوس کردن علامت + و - ارقام و سپس استفاده از عمل جمع عادی کاری ساده است. مبنای سه متوازن می‌تواند بدون نیاز به یک علامت منفی در ابتدای عدد، مقادیر منفی را به راحتی مقادیر مثبت بیان کند. این مزایا برخی محاسبات را در مبنای سه کارامدتر از مبنای دو می‌سازد.
توماس فاولر پس از اختراع ماشین محاسبه‌اش در سال ۱۸۴۰ نوشت:
به نظرم اگر استفاده از محاسبات در مبنای سه از گذشته‌های دور در جامعه بشری رواج پیدا می‌کرد، این روزها می‌توانستیم ماشین‌هایی از این دست را همه جا بیابیم، زیرا انتقال محاسبات ریاضی از ذهن به ماشین در منطق سه‌گانه بسیار ساده انجام می‌پذیرد.

## آینده
با ورود و تولید انبوه قطعات رایانه‌های دودویی و کاهش قیمت آنها، رایانه‌های مبنای سه در حد یک پاورقی کوچک در تاریخ محاسبات باقی ماندند. اگرچه دانلد کنوت پیش‌بینی کرده که ظرافت و کارایی منطق مبنای سه در آینده دوباره موجب توسعه آنها خواهد شد. راه‌های ممکن برای پی بردن به چگونگی وقوع این امر ترکیب یک رایانه نوری با سیستم منطق مبنای سه است.

## رایانه‌های مبنای سه در فرهنگ عمومی
در رمان علمی تخیلی زمان کافی برای عشق
نوشته رابرت هاینلاین، سیاره سکوندوس (که بخشی از داستان در آن می‌گذرد) دارای رایانه‌هایی است که بر مبنای منطق سه‌گانه متوازن کار می‌کنند و دارای هوش و ادراک هستند. یکی از این رایانه‌ها که مینروا نام دارد، در گزارش نتیجه یک محاسبه می‌گوید: «سیصد و چهل و یک هزار و ششصد و چهل… بازخوانی نتیجه محاسبه بر مبنای منطق سه‌گانه بدین شرح است: یکا جفت جفت ویرگول یکا صفر صفر ویرگول یکا جفت جفت ویرگول یکا صفر صفر ممیز صفر»

## پیوندهای دیگر
- توسعه کامپیوترهای مبنای سه در دانشگاه دولتی مسکو
- ماشین محاسبات مبنای سه ساخت توماس فاولر
- کامپیوتری مبنای سه نوری
- Trinary.cc - مدارهای منطقی قابل استفاده در ساخت کامپیوترهای مبنای سه